# Fédération Internationale des Sociétés de Philosophie
Die Fédération Internationale des Sociétés de Philosophie (FISP) ist die 1948 gegründete Vereinigung der nationalen philosophischen Gesellschaften. Ihr Hauptsitz ist Freiburg im Üechtland (Schweiz). Zu den Mitgliedsgesellschaften zählen die Deutsche Gesellschaft für Philosophie, die Österreichische, die Schweizerische oder die Polnische Philosophische Gesellschaft. Der Präsident wird jeweils für eine Amtsdauer von fünf Jahren gewählt. Momentaner Präsident ist W. McBride (West Lafayette).
Die FISP organisiert seit 1948 alle fünf Jahre den Weltkongress für Philosophie (bis 1968: Internationaler Kongress für Philosophie, Congrès International de Philosophie). Der erste internationale Kongress für Philosophie wurde im Jahr 1900 anlässlich der Weltausstellung in Paris im Jahr 1900 von den französischen Philosophen Louis Couturat und Xavier Léon veranstaltet. Bis ihn die FISP 1948 übernahm, fand der Kongress unregelmäßig statt.
Die FISP organisiert auch seit 1993 alljährlich die Internationale Philosophie-Olympiade.